# 黃浩 (1972年)
黃浩（1972年9月5日—），香港商人，出身於飲食業界，後轉投傳媒界。

## 生平
黃浩的父親是馬來西亞華人，而母親為印尼華人，其妻子為前香港女藝人徐菁遙（原名徐淑敏）。2017年7月，黃浩以港幣四億元將都市日報轉售給蕭作利，他在同年曾計畫收購壹傳媒旗下的《壹週刊》等媒體在香港與台灣的業務，而最終未成交，買賣雙方因交易糾展開訴訟；2018年，黃浩計畫用五億元港幣回購先前賣出的都市日報。2021年，香港壹傳媒集團被香港政府以違反港版國安法解散與清算，2022年1月台灣蘋果新聞網公告黃浩將收購台灣業務，相關程序需再通過港府與台灣官方的審核。